# ブルース・ロンドン
ブルース・ロンドン（Bruce Rondón, 1990年12月9日 - ）は、ベネズエラのカラボボ州バレンシア出身のプロ野球選手（投手）。右投右打。メキシカンリーグのアグアスカリエンテス・レイルロードメン所属。
ファーストネームの「ブルース」は「ブルース・リー」が由来。父親は「ブルース・リー」と名付けたかったが、母親が「リー」という名に難色を示したため、「ブルース」となった。

## 経歴

### プロ入りとタイガース時代
2007年9月12日にデトロイト・タイガースと契約してプロ入り。
2008年にルーキー級ベネズエラン・サマーリーグ・タイガースでプロデビュー。13試合に先発登板して2勝6敗・防御率3.58・34奪三振の成績を残した。
2009年はまずルーキー級ガルフ・コーストリーグ・タイガースでプレーし、3試合に先発登板して0勝1敗・防御率4.76・15奪三振の成績を残した。7月からベネズエラに戻り、ルーキー級ベネズエラン・サマーリーグ・タイガースでプレー。先発からリリーフに転向し、3試合に登板した。
2010年はまずルーキー級ガルフ・コーストリーグ・タイガースでプレーし、24試合に登板して0勝0敗15セーブ・防御率0.70と好投。8月にA+級レイクランド・フライングタイガースへ昇格。4試合に登板して0勝0敗2セーブ・防御率1.35・7奪三振の成績を残した。
2011年はA級ウェストミシガン・ホワイトキャップスでプレーし、41試合に登板して2勝2敗19セーブ・防御率2.02・61奪三振の成績を残した。
2012年はまずA+級レイクランドでプレーし、22試合に登板して1勝0敗15セーブ・防御率1.93・34奪三振の成績を残した。6月にAA級エリー・シーウルブズへ昇格。21試合に登板して0勝1敗12セーブ・防御率0.83・23奪三振の成績を残した。7月にはオールスター・フューチャーズゲームに選出された。8月にAAA級トレド・マッドヘンズへ昇格。9試合に登板して1勝0敗2セーブ・防御率2.25・9奪三振の成績を残した。オフの11月20日にタイガースとメジャー契約を結び、40人枠入りを果たした。
2013年2月18日にタイガースと1年契約に合意。3月28日にAAA級トレドへ異動し、そのまま開幕を迎えた。4月23日にオクタビオ・ドーテルが故障者リスト入りしたため、メジャーへ昇格。4月25日のカンザスシティ・ロイヤルズ戦でメジャーデビュー。1点リードの8回表から登板したが、3安打1失点を喫し、ブロウンセーブを記録した。将来のクローザーとして期待されていたが、3度目の登板となった5月1日のミネソタ・ツインズ戦でも救援を失敗し、試合後にAAA級トレドへ降格。6月28日にメジャーへ昇格。昇格時にはジム・リーランド監督からクローザーでの起用を否定されたが、昇格後はリリーフに定着。8月4日のシカゴ・ホワイトソックス戦では、同点の延長11回表から登板し、2回を1安打無失点に抑えると、延長12回裏にタイガースがサヨナラ勝ちしたため、メジャー初勝利を挙げた。8月30日のクリーブランド・インディアンス戦ではメジャー初セーブを記録した。9月に右肘の故障で離脱したが、シーズン終盤に復帰した。この年は30試合に登板して1勝2敗1セーブ・防御率3.45・30奪三振の成績を残した。
2014年3月1日にタイガースと1年契約に合意。セットアッパーとしての役割を期待されていたが、再び右肘を故障し、3月21日にトミー・ジョン手術を行うことが発表された。3月29日に60日間の故障者リスト入りし、シーズンを全休した。
2015年は2シーズンぶりにメジャーへ復帰。この年は35試合に登板して防御率は5.81と今一つだったが、31.0イニングで36個の三振を奪い、高い三振奪取能力が健在である事を証明した。
2016年は37試合にリリーフ登板し、防御率2.97・5勝2敗・WHIP0.96という素晴らしい成績を記録。持ち前の奪三振力でも、キャリアハイの奪三振率11.1をマークして更に磨きが掛かった。
2017年開幕前の2月8日に第4回WBCのベネズエラ代表に選出された。12月1日にノンテンダーFAとなった。

### ホワイトソックス時代
2018年2月2日にホワイトソックスとマイナー契約で同意し、同年のスプリングトレーニングに招待選手として参加することになった。シーズンでは開幕を傘下のAAA級シャーロット・ナイツで迎え、4月8日にメジャー契約を結んでアクティブ・ロースター入りした。同日のタイガース戦に8回2死から登板し、かつての僚友であるミゲル・カブレラをはじめ打者4人に対しすべて三振で終えた。7月11日にDFAとなり、13日にマイナー契約でAAA級シャーロットへ配属された後、17日にFAとなった。

### ホワイトソックス退団後
2019年はレギュラーシーズンはプレーせず、オフにベネズエラのウィンターリーグに参加。
2020年4月22日にメキシカンリーグのアグアスカリエンテス・レイルロードメンと契約した。
2021年3月11日にメキシカンリーグのモンテレイ・サルタンズと契約したが、開幕前の5月5日に退団した。オフはベネズエラのウィンターリーグに参加し、カリビアンシリーズにも出場した。
2022年2月22日にメキシカンリーグのアグアスカリエンテス・レイルロードメンと契約した。

## 投球スタイル
最速102.8mph（約165km/h）・平均97mph（約156km/h）のフォーシームと、平均86mph（約138km/h）のスライダーの2球種を主に使用し、左打者に対して稀に平均90mph（約145km/h）のチェンジアップを使用する。

## 詳細情報

### 年度別投手成績
| 年 度    | 球 団    | 登 板 | 先 発 | 完 投 | 完 封 | 無 四 球 | 勝 利 | 敗 戦 | セ 丨 ブ | ホ 丨 ル ド | 勝 率 | 打 者 | 投 球 回 | 被 安 打 | 被 本 塁 打 | 与 四 球 | 敬 遠 | 与 死 球 | 奪 三 振 | 暴 投 | ボ 丨 ク | 失 点 | 自 責 点 | 防 御 率 | W H I P |
| -------- | -------- | ----- | ----- | ----- | ----- | -------- | ----- | ----- | -------- | ----------- | ----- | ----- | -------- | -------- | ----------- | -------- | ----- | -------- | -------- | ----- | -------- | ----- | -------- | -------- | ------- |
| 2013     | DET      | 30    | 0     | 0     | 0     | 0        | 1     | 2     | 1        | 5           | .333  | 122   | 28.2     | 28       | 2           | 11       | 0     | 0        | 30       | 7     | 1        | 11    | 11       | 3.45     | 1.36    |
| 2015     | DET      | 35    | 0     | 0     | 0     | 0        | 1     | 0     | 5        | 3           | 1.000 | 145   | 31.0     | 31       | 3           | 19       | 1     | 2        | 36       | 2     | 0        | 22    | 20       | 5.81     | 1.61    |
| 2016     | DET      | 37    | 0     | 0     | 0     | 0        | 5     | 2     | 0        | 6           | .714  | 144   | 36.1     | 23       | 5           | 12       | 1     | 3        | 45       | 1     | 1        | 12    | 12       | 2.97     | 0.96    |
| 2017     | DET      | 21    | 0     | 0     | 0     | 0        | 1     | 3     | 1        | 7           | .250  | 76    | 15.2     | 21       | 1           | 10       | 2     | 1        | 22       | 1     | 1        | 19    | 19       | 10.91    | 1.98    |
| 2018     | CWS      | 35    | 0     | 0     | 0     | 0        | 2     | 3     | 1        | 5           | .400  | 154   | 29.2     | 37       | 1           | 27       | 2     | 1        | 40       | 6     | 0        | 30    | 28       | 8.49     | 2.16    |
| MLB：5年 | MLB：5年 | 158   | 0     | 0     | 0     | 0        | 10    | 10    | 8        | 26          | .500  | 641   | 141.1    | 140      | 12          | 79       | 6     | 7        | 173      | 17    | 3        | 94    | 90       | 5.73     | 1.55    |

- 2021年度シーズン終了時

### 記録
MiLB
- オールスター・フューチャーズゲーム選出：1回（2012年）

### 背番号
- 43（2013年、2015年 - 2017年）
- 44（2018年）

### 代表歴
- 2017 ワールド・ベースボール・クラシック・ベネズエラ代表